# Martin Réway
Martin Réway, född 24 januari 1995 i Prag, är en slovakisk-tjeckisk professionell ishockeyspelare som spelar för Tingsryds AIF i Hockeyallsvenskan.